# Kolejowe Zakłady Maszyn „Kolzam”

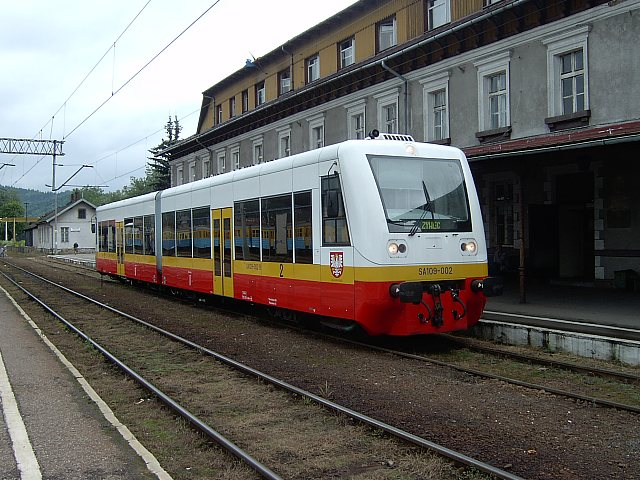
Autobus szynowy Regiovan (SA109)

Kolejowe Zakłady Maszyn „Kolzam” Spółka Akcyjna (Kolzam) – producent taboru kolejowego z Raciborza, został wykupiony przez węgierską firmę Mavex Rekord. Obecnie zajmuje się modernizacją oraz naprawą pojazdów kolejowych.
Zakłady Kolzam wywodzą się z Warsztatów Naprawczych Taboru Kolejowego, które powstały przy stacji kolejowej w Raciborzu w 1858 roku. Od 1895 zarząd nad warsztatami przejęła Dyrekcja Kolei w Katowicach. Po II wojnie światowej zakłady zmieniły profil działalności wprowadzając blacharstwo, kuźnictwo, spawalnictwo i naprawę maszyn kolejowych. W 1973 rozpoczęto produkcję urządzeń do mechanizacji napraw taboru kolejowego (urządzenia do prostowania pudeł wagonów, myjnie wagonów, urządzenia pomiarowe) i specjalnych pojazdów szynowych (drezyny spalinowe, wozy pomiarowe i do prac torowych), a w 1984 mikrobusów i autobusów szynowych. Produkty zakładów były eksportowane do wielu krajów Europy i Azji.
Najbardziej znane produkty firmy:
- drezyna WM-10 oraz jej liczne modyfikacje
- mikrobus szynowy MS-W-01
- autobus szynowy:
  - SN81
  - SA104
  - Regiovan
    - SA107
    - SA109